# 塔普塔普阿泰
塔普塔普阿泰（Taputapuatea）是法国海外集体法屬玻里尼西亞背风群岛行政区的一个市镇，位于賴阿特阿島。

## 地理
塔普塔普阿泰（16°48'57"S, 151°24'26"W）面积88 平方千米，位于法国海外集体法屬玻里尼西亞社會群島背风群岛的賴阿特阿島。
与塔普塔普阿泰接壤的市镇包括：烏圖羅阿、图马拉。

## 行政
塔普塔普阿泰的邮政编码为98735，INSEE市镇编码为98750。

## 政治
塔普塔普阿泰的现任市长为托马·穆塔梅（Thomas Moutame）先生。

## 文化
塔普塔普阿泰毛利集會場（Marae de Taputapuātea）位於塔普塔普阿泰東南，是波利尼西亞最大的毛利會堂。該遺址是一個中央矗立著一塊大石塊，地面平整鋪砌石塊並以低矮的石塊圍起來的場地，曾被認為是東波利尼西亞的中央寺廟和宗教中心。2017年7月9日，塔普塔普阿泰和塔普塔普阿泰毛利集會場被列入聯合國教科文組織世界遺產名錄。

## 人口
塔普塔普阿泰于2022年时的人口数量为5,007人。

## 图集

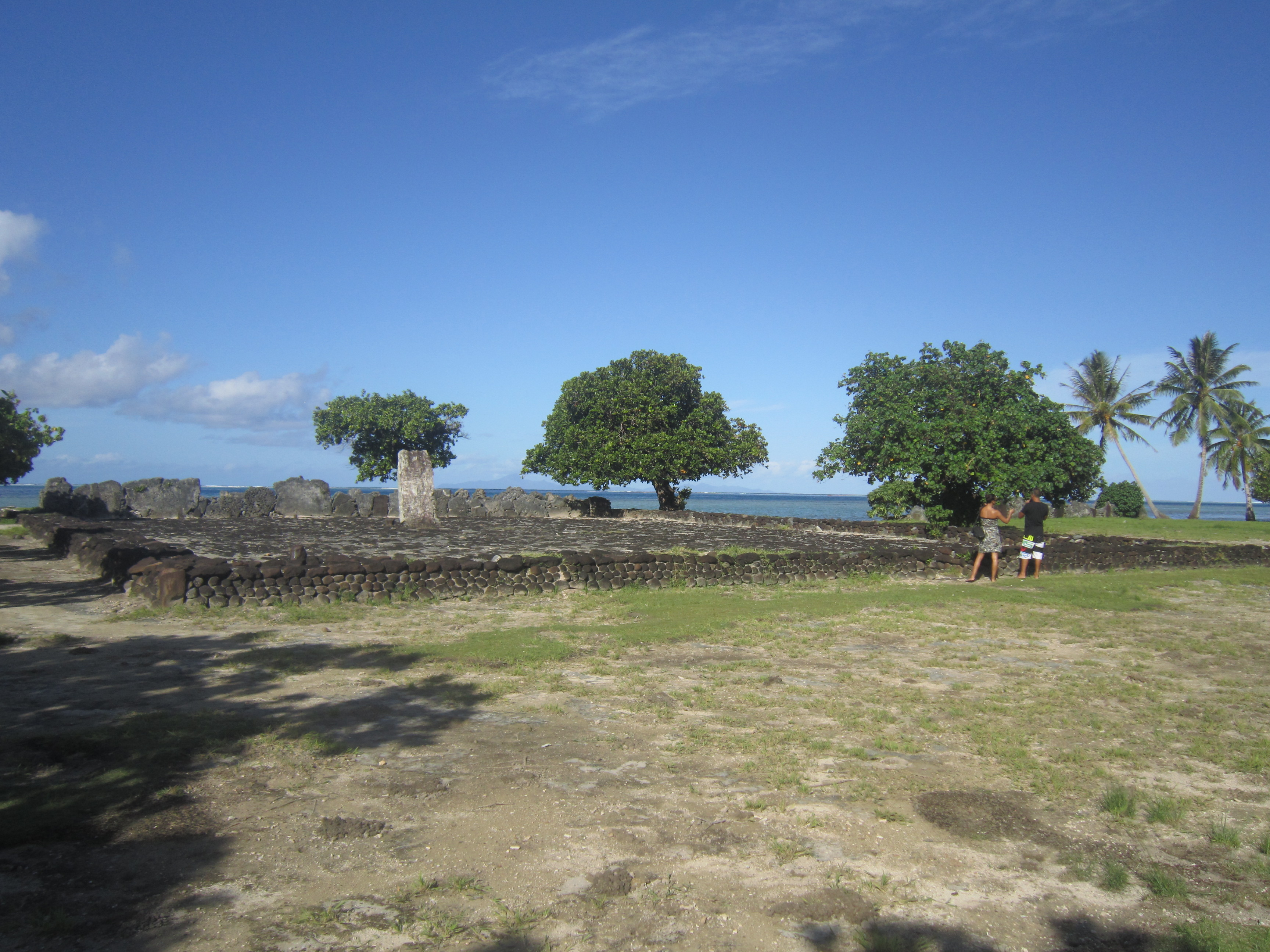
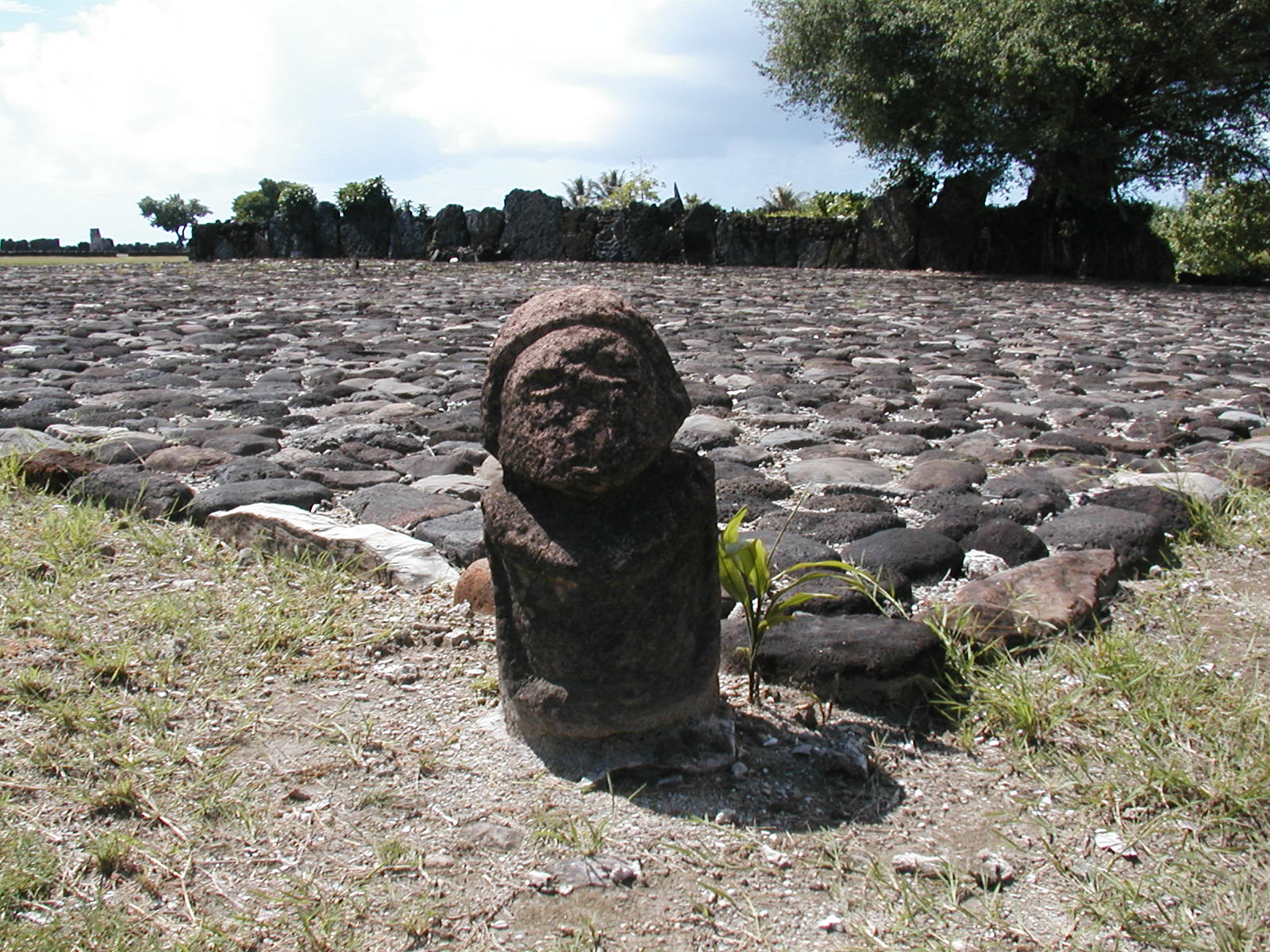
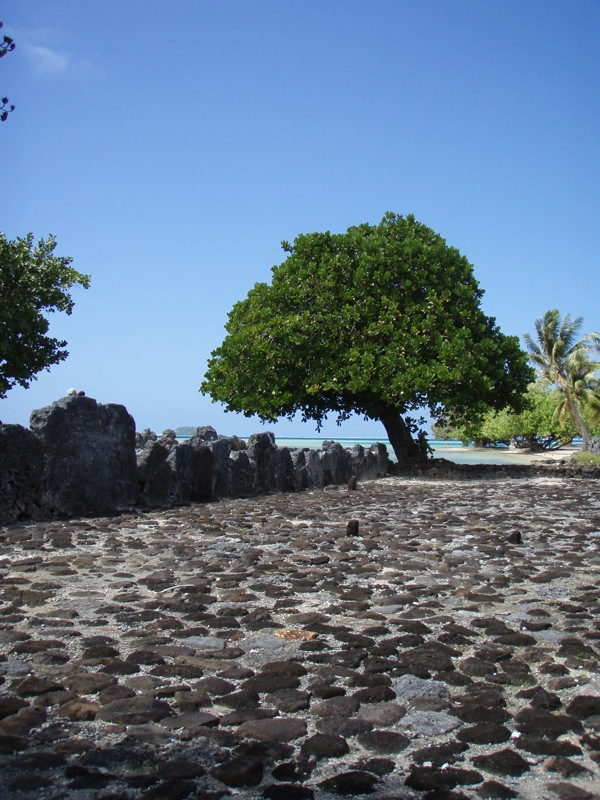
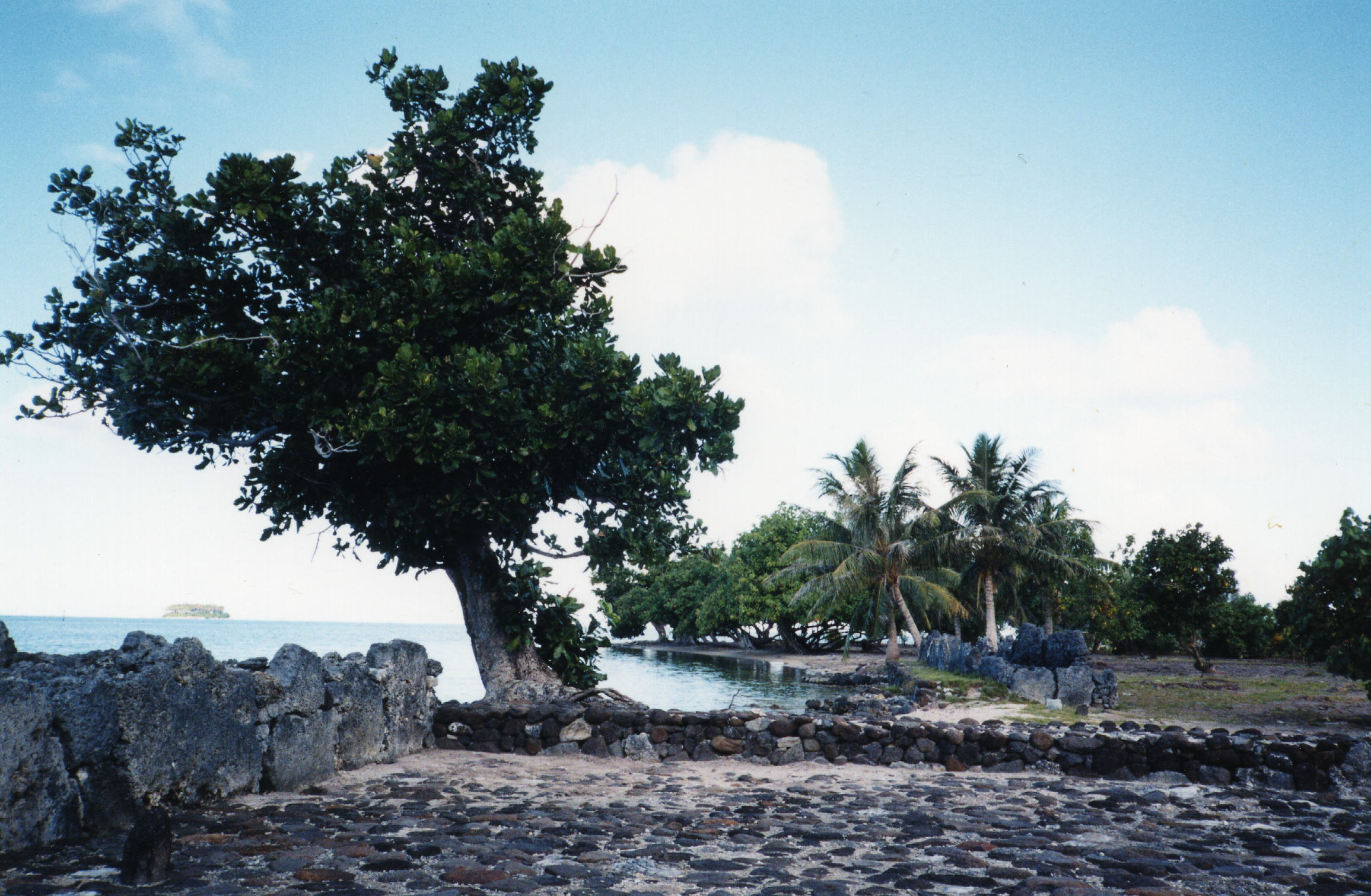